# 北村春江
北村 春江（きたむら はるえ、1928年（昭和3年）7月11日 - 2022年（令和4年）3月13日）は、日本の元政治家、弁護士。兵庫県芦屋市長（第15・16・17代）。夫は弁護士の北村巌。

## 来歴
京都府京都市左京区生まれ、大阪府育ち。女学校時代には学徒動員を経験し、 1945年に立命館専門学校に入学。1952年に立命館大学法学部を卒業。性別による職場での不平等を経験したことから法律家を目指す。1956年に立命館大学の女子卒業者で初めて司法試験に合格し、司法修習を経て1959年に弁護士登録。大阪家庭裁判所調停委員や1979年からは芦屋市教育委員会委員長を務める。
教育関係者や市民グループに推されて1991年、62歳で芦屋市長選挙に無所属で立候補し、現職に約２千票差をつけ初当選を果たした。1992年、藍綬褒章受章。市長在職中の1995年には阪神・淡路大震災に遭遇し、芦屋市も被害を受ける。市内にある自身の自宅も全壊し、市長室の隣室に敷いた段ボールで、2ヶ月に渡り寝泊まりして救援活動などを指揮した。2003年の芦屋市長選には立候補せず、政界から引退した。同年、井戸敏三兵庫県知事より兵庫県知事表彰を受ける。2004年、旭日中綬章受章。政界引退後は法曹界に復帰し、大阪市内の事務所で法律相談を続けた。また震災や司法、男女共同参画社会などをテーマに講演も重ねていた。
2015年1月18日深夜放送のNNNドキュメント「阪神・淡路大震災から20年② ガレキの街の明暗 誰のための復興か」でのインタビューに応じ、VTR出演している。
2021年5月に脳梗塞を発症し体調を崩していたが、2022年3月13日9時44分、誤嚥性肺炎のため、兵庫県西宮市内の病院で死去した。93歳没。死没日付をもって従五位に叙された。

## 人物
- 夫・北村巌も北村春江同様弁護士で、長男は検察官を務める法曹一家である。
- 日本で初めての女性の市長である（町村長は北村が就任する以前に前例がある）[注釈 1]。

## 著作物
- 坂本福子、大森典子、寺沢勝子、畠山美智子、淡谷まり子、神谷咸吉郎ほか (共著)「第3分科会基調報告 (第26回人権擁護大会シンポジウム)」『自由と正義』第34巻第8号、日本弁護士連合会、東京、1983年8月、121-130頁、ISSN 0447-7480。
- 北村春江「家族の変容と婦人問題」『現代日本の国家と法』 2巻、乾昭三; 畑中和夫; 山下健次 (編纂)、有斐閣〈講座現代日本社会の構造変化〉、1986年。
- 芦田英機、北村春江、政井孝道「座談会 自治体は何をすべきか--大震災から半年が過ぎて (まちづくりを問い直す--防災と自治)」『年報自治体学』第9号、良書普及会、1996年、161-190頁。
- 「ひと筆 芦屋市長の3期12年をふり返って」『Liberty & justice』第55巻第1号、日本弁護士連合会、2004年1月、18-20頁、ISSN 0447-7480。
- 「震災後10年 (特集 阪神・淡路大震災--10年を振り返って)」『消防科学と情報』第79号、消防科学総合センター、2005年、11-15頁、ISSN 0911-6451。
- 日本弁護士連合会両性の平等に関する委員会 編「第2部第1章2節 3 弁護士から芦屋市長への転身と阪神淡路大震災」『女性弁護士の歩み : 3人から3000人へ』明石書店、2007年。ISBN 978-4-7503-2511-8。